# 小木田町
小木田町（おぎたちょう）は愛知県春日井市中南部にある町名。丁番を持たない単独町名である。

## 地理
- 南部を上条町、西部を割塚町、北部を林島町･貴船町、東部を熊野町と隣接している。
- 町の南部は面積のほとんどを田畑が占めている。

### 河川
- 地蔵川 ： 町の北部を西流。
- 内津川 ： 町の南東部を南流。

## 世帯数と人口
2019年（平成31年）4月1日現在の世帯数と人口は以下の通りである。
| 町丁     | 世帯数  | 人口    |
| -------- | ------- | ------- |
| 小木田町 | 504世帯 | 1,048人 |

### 人口の変遷
国勢調査による人口の推移
| 1995年（平成7年）  | 957人   | [ 5 ] |  |
| 2000年（平成12年） | 1,099人 | [ 6 ] |  |
| 2005年（平成17年） | 1,087人 | [ 7 ] |  |
| 2010年（平成22年） | 1,008人 | [ 8 ] |  |
| 2015年（平成27年） | 1,048人 | [ 9 ] |  |

## 学区
市立小・中学校に通う場合、学区は以下の通りとなる。また、公立高等学校に通う場合の学区は以下の通りとなる。
| 番・番地等                                                                          | 小学校               | 中学校               | 高等学校 |
| ----------------------------------------------------------------------------------- | -------------------- | -------------------- | -------- |
| 1〜353番地 3022番地3〜6 3036番地2〜4 3066番地2・3 3073番地3〜3098番地5 3236番地4・6 | 春日井市立篠原小学校 | 春日井市立東部中学校 | 尾張学区 |
| 3023番地～3028番地2 3040～3066番地 3099番地～3235番地11 3246番地3～3251番地2        | 春日井市立上条小学校 | 春日井市立中部中学校 | 尾張学区 |

## 交通

### 最寄り駅
- JR中央本線 春日井駅

### 道路
- 愛知県道75号春日井長久手線 ： 町の北部を東西に通過。
- 愛知県道30号関田名古屋線 ： 町の南部を内津川に沿って通過。

## 名所・旧跡

### 名所
- 小木田神社

## 施設
- 小木田公園
- 関田第三公民館

## その他

### 日本郵便
- 郵便番号 : 486-0827[3]（集配局：春日井郵便局[12]）。